# Gabriela Araujo
Gabriela Araujo (Guadalajara, 15 de abril de 1949) es una actriz, directora y productora de teatro mexicana. También ha incursionado en las telenovelas y en el cine.

## Carrera
Su pasión por el teatro nace en su natal Guadalajara, a la edad de cuatro años. A los 11 pisa un escenario profesional con el Grupo de la Casa de Andalucía, en el Teatro Experimental, interpretando obras de García Lorca; a los 15 interpretó a Pita Amor en el estreno mundial de la obra sobre la vida de Frida Kahlo Frida Kahlo: Viva la vida, con Narciso Busquets y Estela Inda. 
En 1967, llega a la escuela de teatro INBA. Recién arribada,  actuó en el Teatro Jorge Negrete en la comedia Baby shower, que dirigió Chachita, y en capítulos de la telenovela Rubí. También hizo Sábados locos con Olga Breeskin, Y ahora qué y Mamá nos quita los novios con Silvia Pinal y Jorge Ortiz de Pinedo. Conductora del programa En busca de México, reconocida en España, y de eventos culturales, maestra y directora de teatro por más 25 años.
Ha obtenido diversos premios como la "Medalla Virginia Fábregas" y los premios "Rey de España".

## Filmografía

### Películas
- Mr.Pig 2016
- Thanatos (1987)
- Toña, nacida virgen (1982)
- A fuego lento (1980)
- Para servir a usted (1971)
- La generala
- Las reglas del juego
- Mecánica nacional

### Televisión
- Tres mujeres (1999-2000) - Viuda de la Fuente
- Mujer, casos de la vida real (1997)
  - "La búsqueda y el encuentro"
  - "¿De dónde vengo?"
  - "Dios es mi pastor"
- La culpa (1996) - Miriam
- El premio mayor (1995-1996) - Patricia Molina
- Muchachitas (1991-1992) - Profesora Carmen Márquez
- Mañana es primavera (1982-1983) - Ángela Treviño
- Sábado loco, loco (1978)
- Rubí (1968)

### Teatro
- Cementerio de automóviles
- La Celestina
- Lástima que sea puta
- Luz que agoniza
- "Baby Shower"
- "Frida Kahlo: Viva la vida"
- "Informe científico número 3"
- "El signo de Tánatos"
- "Falsa crónica de Juana la Loca"
- El burgués gentilhombre
- Otelo
- "Muerte sin fin"
- Venga toda la gente

## Dirección de teatro
- "Ifigenia cruel"
- "Los amores criminales de las vampiras morales"
- El rey Lear

## Premios
- Rey de España
- Grano de Oro
- Galardón Indio Fernández, como primera actriz
- Galardón Promomedios  por 50 años de carrera artística
- Fiestas de Octubre "Ave de Plata"
- Ariel en 1986
- Premio de la Academia Cinematográfica